# آیریس (فیلم)
آیریس (به انگلیسی: Iris) فیلمی ۹۲ دقیقه‌ای به کارگردانی ریچارد ایر با بازی کیت وینسلت و جودی دنچ است.

## داستان
«آیریس مرداک» (کیت وینسلت) و هم دانشکده‌ای اش «جان بیلی» (هیو بونه‌ویل) به یک دیگر دل می‌بازند. سال‌ها می‌گذرد و «جان» هم چنان شیفتهٔ آیریس است که نویسندهٔ مشهوری شده. حتی وقتی که آیریس به فراموشی و اختلال مشاعر مبتلا می‌شود، «جان» مراقبت از او را رها نمی‌کند.